# Giuseppe Testa (calciatore 1960)
Giuseppe Testa (Pozzuoli, 9 luglio 1960) è un allenatore di calcio ed ex calciatore italiano, di ruolo centrocampista.

## Caratteristiche tecniche
Elemento fisicamente minuto, giocava come mezzala: mancino, abile nel dribbling e nel palleggio, in gioventù era carente sul piano temperamentale.

## Carriera

### Giocatore
Cresciuto nelle giovanili dell'Inter, nell'estate 1979 viene prestato al Savona, con cui disputa da titolare il campionato di Serie C2 1979-1980. Nella stagione successiva i nerazzurri lo mandano nuovamente in prestito, dapprima al Giulianova (dove non è mai impiegato) e da ottobre al Modena, in Serie C1. Con i gialloblu disputa una stagione positiva, mettendo a segno 5 reti in 21 partite tra cui una tripletta al Forlì.
Nel 1981 passa al Catania, con cui debutta in Serie B collezionando 20 presenze e 3 reti. A fine stagione, rientrato all'Inter, viene ceduto definitivamente nel calciomercato autunnale, passando al Siena in Serie C1. Resta in terza serie fino al 1988, con l'unica eccezione di un'annata tra i cadetti con il Pescara (20 presenze senza reti), e veste le maglie del Palermo (con cui vince il campionato 1984-1985), del Rimini e del Varese. Chiude la carriera con un'annata in Serie C2 col Suzzara e una nel Campionato Interregionale nell'Intercomunale Vinci.
Ha totalizzato 40 presenze e 3 reti in Serie B.

### Allenatore
Tra il 2001 e il 2004 ha allenato la squadra juniores del Mobilieri Ponsacco, passando poi alla guida della prima squadra nel successivo campionato di Promozione Toscana; viene esonerato nel gennaio 2005 e sostituito da Maurizio Macchioni.
Nel marzo 2006 subentra sulla panchina del Pro Livorno, sempre in Promozione, e nella primavera 2009 siede sulla panchina del Collesalvetti, portandolo alla salvezza nel campionato di Prima Categoria. Nel campionato di Seconda Categoria 2011-2012 allena l'Atletico Tirrenia.

## Palmarès

### Club

#### Competizioni nazionali
- Campionato italiano Serie C1: 1

Palermo: 1984-1985

#### Competizioni internazionali
- Coppa Anglo-Italiana: 1

Modena: 1981